# Кутулук
Кутулу́к — река в России, протекает по Самарской и Оренбургской областям. Левый приток Большого Кинеля.

## Этимология
Тюркское нарицательное кутулук отмечено в значении «пастбище», то есть Кутулук — «пастбищная река». Не исключено при этом, гидроним представляет результат трансформации в тюркском употреблении более раннего монгольского слова хутул (кутул, кутулук) — «седловина, перевал», которым могла именоваться местность, а затем и река. Чуваши эту реку называют «Кунçалăх» что в переводе означает «Конопляная» так как на берегу росло много этого благородного растения из которого ткали ткани и одежду. Впервые упомянута у Ибн Фадлана как Кунджулу.

## Описание
Длина реки 144 км, площадь водосборного бассейна — 1340 км². Исток на возвышенности Общий Сырт в лесном массиве (участок нац. парка «Бузулукский Бор») в 2 км к западу от села Булгаково на крайнем западе Оренбургской области. Течёт на запад, в низовьях поворачивает на северо-запад. Впадает в Большой Кинель в 68 км от его устья.
В среднем течении реки находится Кутулукское водохранилище, часть воды из которого подаётся в Кутулукскую оросительную систему по Магистральному каналу длиной 49 км до посёлка Комсомольский.
Крупнейшие населённые пункты на реке (и всего бассейна): Кротовка, Гурьевка, Подгорный, Петровка, Новый Кутулук, Державино, Большая Малышевка, Языково, Беловка, Пустовалово.

## Гидрология
Бассейн представляет собой изрезанную балками среднохолмистую равнину со степной растительностью, местами покрытую лесом. Густота речной сети территории водосбора 0,18 км/км², лесистость 5,6 %. В верховьях пересыхает.

## Основные притоки
(от устья, в скобках указана длина в км)
- 8,9 км лв: Грачевка (18)
- 24 км лв: руч. Тростянка (11)
- 92 км лв: руч. Печинка (10)
- 99 км лв: Тростянка (14)

## Экология
Из-за деятельности человека реке был нанесён немалый ущерб. Река обмелела, во многих местах ослабло течение. Вода мутная из-за промышленных сбросов и гниения деревьев. Из-за уменьшения силы течения во многих местах стали образовываться «жабовники», в которых развелось большое количество золотого и серебряного карася. В реке обитают лещ, карп, окунь, щука, голавль и другие рыбы. Однако популяцию рыбы в реке нельзя назвать многочисленной.

## Данные водного реестра
По данным государственного водного реестра России относится к Нижневолжскому бассейновому округу, водохозяйственный участок реки — Кутулук от истока до Кутулукского гидроузла. Речной бассейн реки — Волга от верхнего Куйбышевского водохранилища до впадения в Каспий.
Код объекта в государственном водном реестре — 11010000712112100008471.